# Nancy Brilli

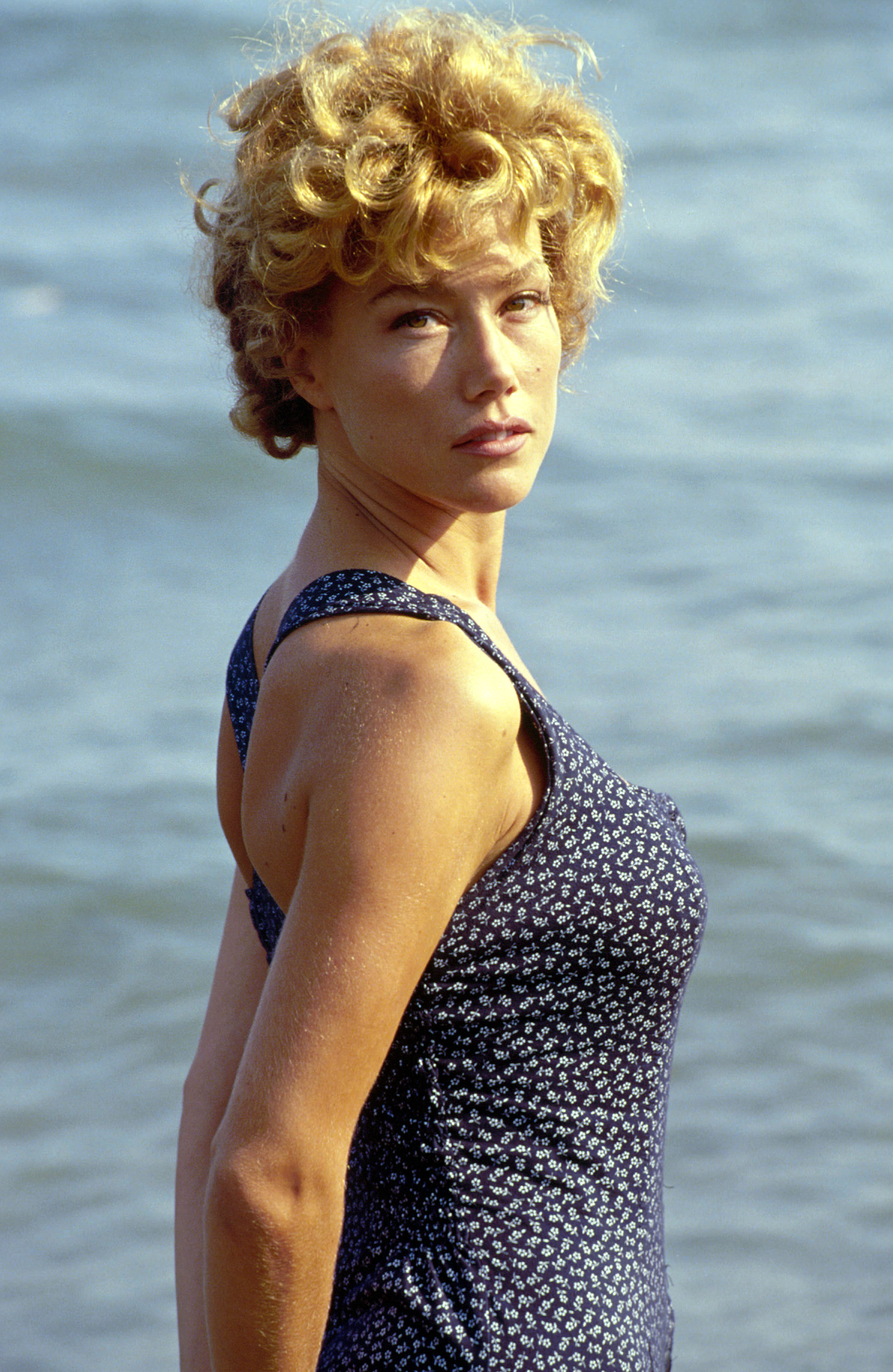
Nancy Brilli (1988)

Nancy Brilli (* 10. April 1964 in Rom als Nicoletta Brilli) ist eine italienische Schauspielerin.

## Leben
Die Tochter eines Diplomaten kam durch die Bekanntschaft mit ihrer Studienfreundin, der Tochter des Regisseurs Pasquale Squitieri, zum Film. In ihrem ersten Film Claretta bekam sie 1984 daher eine Hauptrolle. Brilli wechselte später ihre Film- und Fernsehauftritte mit Bühneninterpretationen ab; in den Theatern war sie in Komödien wie Se il tempo fosse un gamero, 1986 neben Enrico Montesano, Presente prossimo venturo, 1991 neben Luca Barbareschi, Ninà (1992) oder Manola von und mit Margaret Mazzantini (1996) zu sehen. 1999 spielte sie in The Blue Room unter Mario Sciaccaluga mit.
Einer ihrer größten Filmerfolge war Carlo Verdones 1986 erschienene Compagni di scuola. In den 1990er Jahren verstärkte sie ihr Engagement für Fernsehrollen.
Von 1987 bis 1990 war Brilli mit Massimo Ghini und von 1997 bis 2002 mit Luca Manfredi verheiratet; letzterer Ehe entstammt eine Tochter.

## Filmografie (Auswahl)
- 1984: Claretta (Claretta)
- 1986: Dämonen (Demoni 2 – L’incubo ritorna)
- 1987: Trouble in Paradise (Sotto il ristorante cinese)
- 1989: Kleine Mißverständnisse (Piccoli equivoci)
- 1991: Italien – Deutschland 4:3 (Italia–Germania 4 a 3)
- 1991: Scheidung auf französisch (Bonjour la galère)
- 1992: Saras Männer (Tutti gli uomini di Sara)
- 2003: Die Jungen von der Paulstraße (I ragazzi della Via Pál) (Fernsehfilm)
- 2007: Natale in Croceria
- 2008: Ex (Ex)
- 2010: Kusswechsel – Kein Vorspiel ohne Nachspiel (Femmine contro maschi)
- 2011: Kusswechsel 2 – Gegensätze ziehen sich aus (Maschi contro femmine)
- 2014: Sapore di te

## Auszeichnungen
- 1990: David di Donatello für die beste Nebenrolle in Piccoli equivoci
- 1990: Silbernes Band ebendafür